# ТЕС Equipav
21°38′7″ пд. ш. 49°50′29″ зх. д. / 21.63528° пд. ш. 49.84139° зх. д.
ТЕС Equipav — теплова електростанція у бразильському штаті Сан-Паулу в місті Промісан, якою доповнили комплекс заводу з виробництва цукру та етанолу (після викупу індійською групою Shree Renuka Sugars був перейменований на Usina Madhu).
Станом на початок 2000-х на майданчику заводу працювала одна парова турбіна потужністю 8 МВт. В 2001 – 2002 роках провели масштабну модернізацію, під час якої додали дві парові турбіни виробництва бразильської компанії NG Metalúrgica – одну із протитиском типу TCP Mod4 потужністю 35 МВт та одну конденсаційну типу TC H3 з показником 17,5 МВт. Генератори для них виготовила бразильська дочірня компанія японського концерну Toshiba.
В 2008-му станцію значно підсилили (ТЕС Equipav ІІ), для чого встановили два котла продуктивністю по 200 тон пари на годину та дві парові турбіни потужністю по 40 МВт від південноафриканської TGM – із протитиском типу TME 35000 та конденсаційну типу CT63. У цьому випадку генератори надійшли від бразильської компанії WEG.
Як паливо станція використовує багасу – жом цукрової тростини.
Необхідну для технологічних потреб воду отримують зі струмків Córrego Ribeirão dos Patos та Córrego do Fim, а також (у незначних обсягах) із свердловин.
Надлишки електроенергії постачаються зовнішнім споживачам по ЛЕП, розрахованій на роботу під напругою 138 кВ.